# Romže
Romže je malá řeka na střední Moravě, odvodňující velkou část Prostějovska. Na svém dolním toku od soutoku s Hloučelou pod Prostějovem je též označována jménem Valová. Délka toku činí 53 km. Plocha povodí měří 456,0 km². Ondřej Přikryl napsal knihu Haná a Romža, kde si po svém vykládá původ řek Hané a Romže.

## Název
Název Romže pochází ze starohornoněmeckého slova runsa, které označuje tok, řečiště nebo strouhu.

## Průběh toku
Romže pramení ve vesnici Dzbel v nadmořské výšce 485 m, teče přibližně jihovýchodním směrem a ústí zprava do Moravy u Uhřičic v nadmořské výšce 192 metrů. Dříve na horním toku byla uváděna jako Jasenka a od ústí svého nejvýznamnějšího přítoku Hloučely ve Vrahovicích (dnes místní část Prostějova) jako Valová. V blízkosti jejího ústí se nachází sifon, technická památka z roku 1911. Jedná se o uměle vybudované křížení dvou vodních toků podtokem, v tomto případě se jedná o křížení Valové a bolelouckého Mlýnského náhonu. Úsek řeky od ústí v délce 6 km je ve správě Povodí Moravy, zatímco zbytek toku až k prameni je spravován Lesy ČR.

### Pojmenované přítoky
— od pramene až k soutoku s Hloučelí (potud Romže) se vlévají postupně tyto toky (téměř všechny pravostranné):
- Terezínský potok mezi Jesencem a Konicí
- levostranný potok Jordán v Konici
- Otínský potok za Konicí
- Runářovský potok za obcí Křemenec
- Divoký potok u obce Čunín
- Bukovanka nad obcí Stražisko
- Brodecký potok u Ptenského Dvorku
- Ptenka pod oborou Běleckého mlýna
- Zdětínský potok ve stejném místě jako předešlý přítok
- Lešanský potok jižně od Kostelce na Hané

- levostraný přítok Český potok (Vyklička) před obcí Držovice

— od soutoku Hloučele s Romží (dále jako Valová) až po ústí do řeky Moravy, toky jsou převážně pravostranné:
- Čechovický náhon za Kralickým hájem u Prostějova
- Vřesůvka za obcemi Otonovice a Čehovice
- potok Okenná přitéká směrem od Čelčic a vlévá se do Valové na půl cesty mezi Otonovicemi a Polkovicemi
- potok Polkovický odpad u Polkovic
- levostranný přítok Viklička za Polkovicemi

## Vodní režim
Průměrný průtok u ústí činí 1,40 m³/s.
Hlásný profil:
| místo     | říční km | plocha povodí | průměrný průtok (Qa) | stoletá voda (Q100) |
| --------- | -------- | ------------- | -------------------- | ------------------- |
| Polkovice | 5,70     | 435,49 km²    | 1,43 m³/s            | 60,0 m³/s           |

Z hlásného profilu u Stražiska lze vyčíst, že průměrný průtok je zde 0,24 m³/s, stoletý průtok činí 34 m³/s a plocha povodí je 55 km².

## Vysychání toku, stav znečištění
Extrémní sucha na konci druhé dekády 21. století vedly opakovaně k vyschnutí koryta Romže. V půlce června 2017 téměř vyschla ve Stražisku, v červenci 2018 byla situace obdobná a v srpnu 2018 zcela vyschla. Situace bývá lepší pod soutokem s Hloučelou, která je dotovaná z Plumlovské přehrady.
Stav Romže byl na konci prvního desetiletí 21. století považován za ekologicky celkově nevyhovující na základě překročených hodnot mnoha sledovaných parametrů.

## Fotogalerie

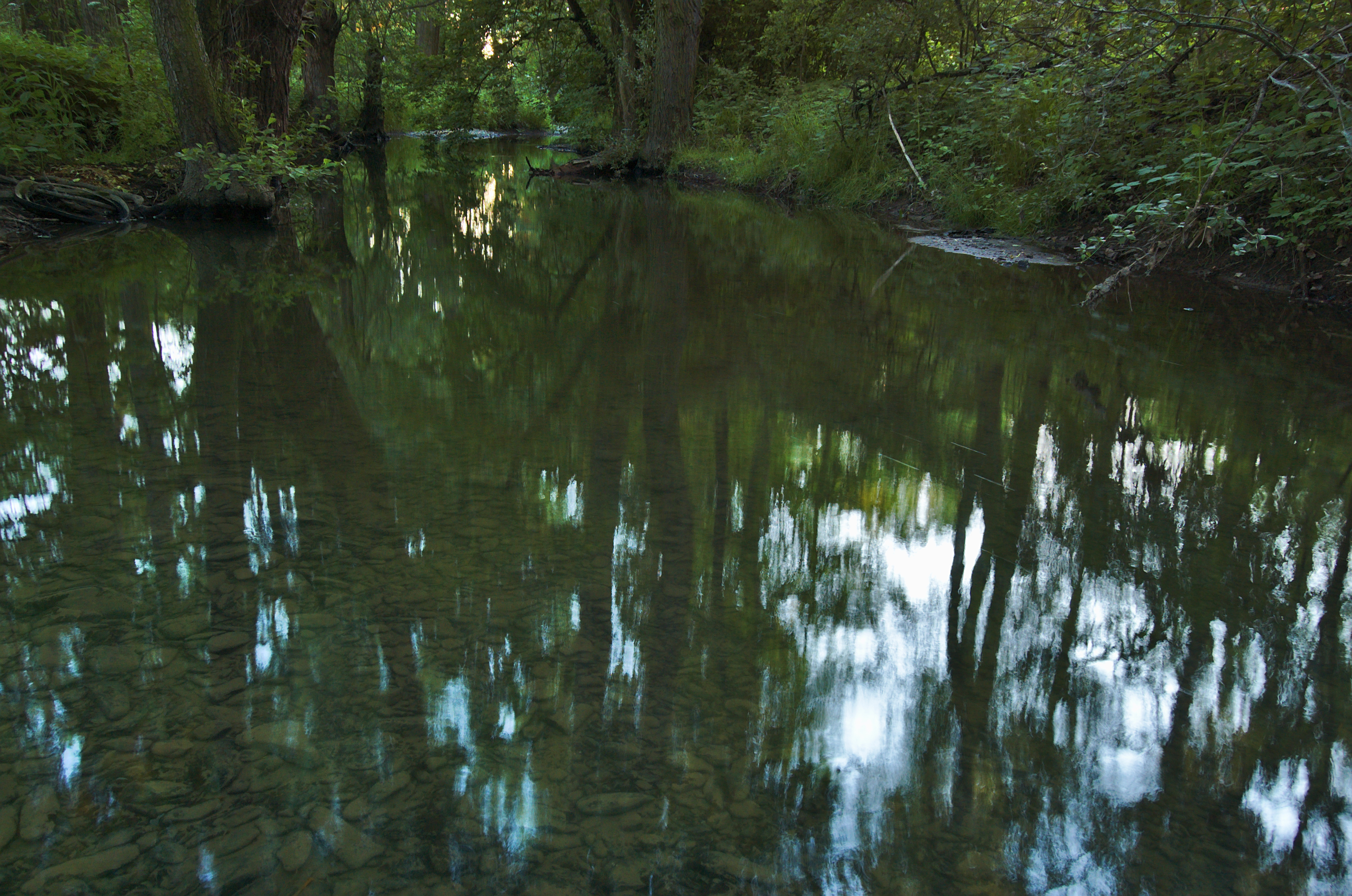
Romže u Smržic
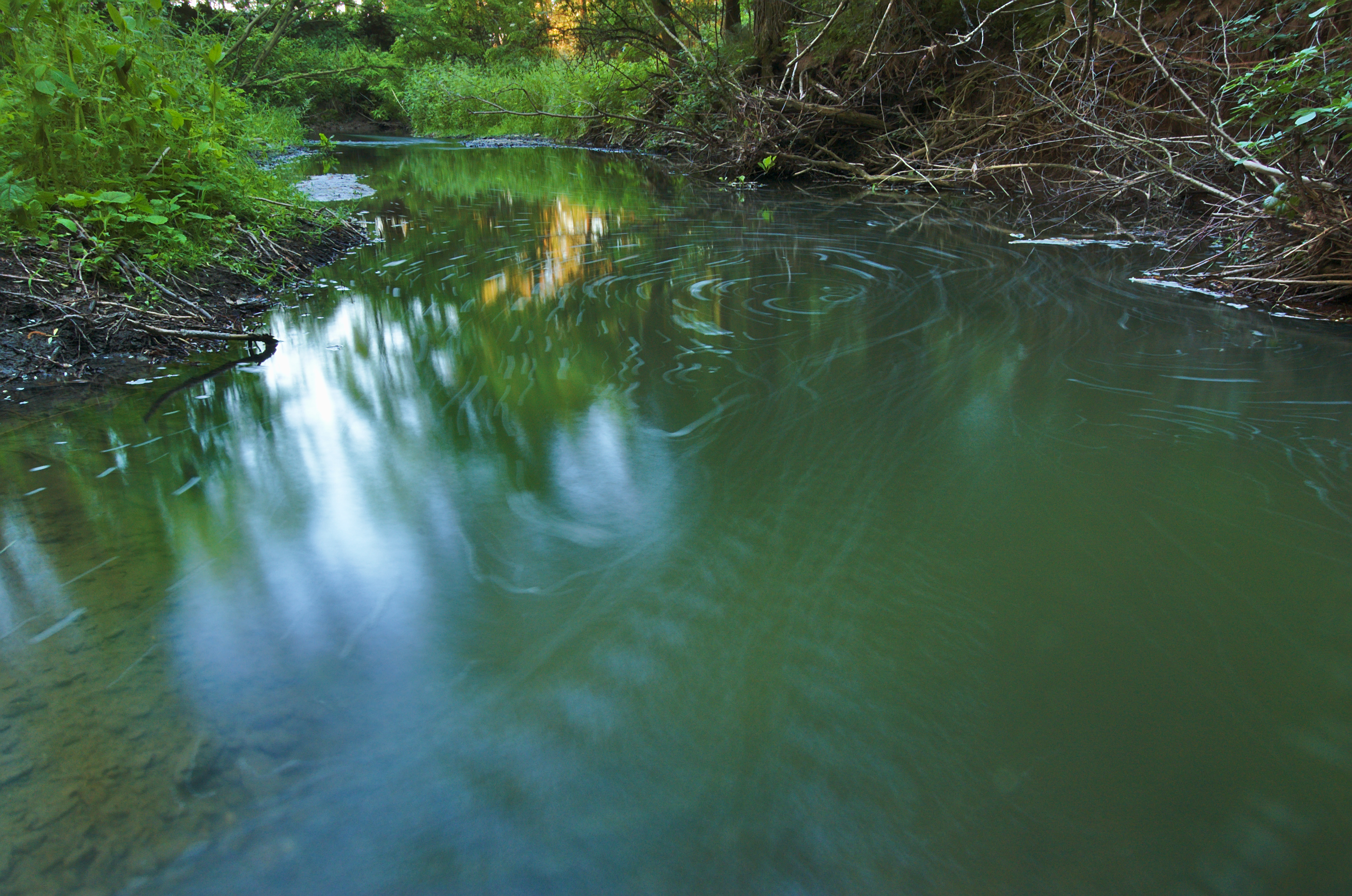
Znečištění točící se ve víru na hladině
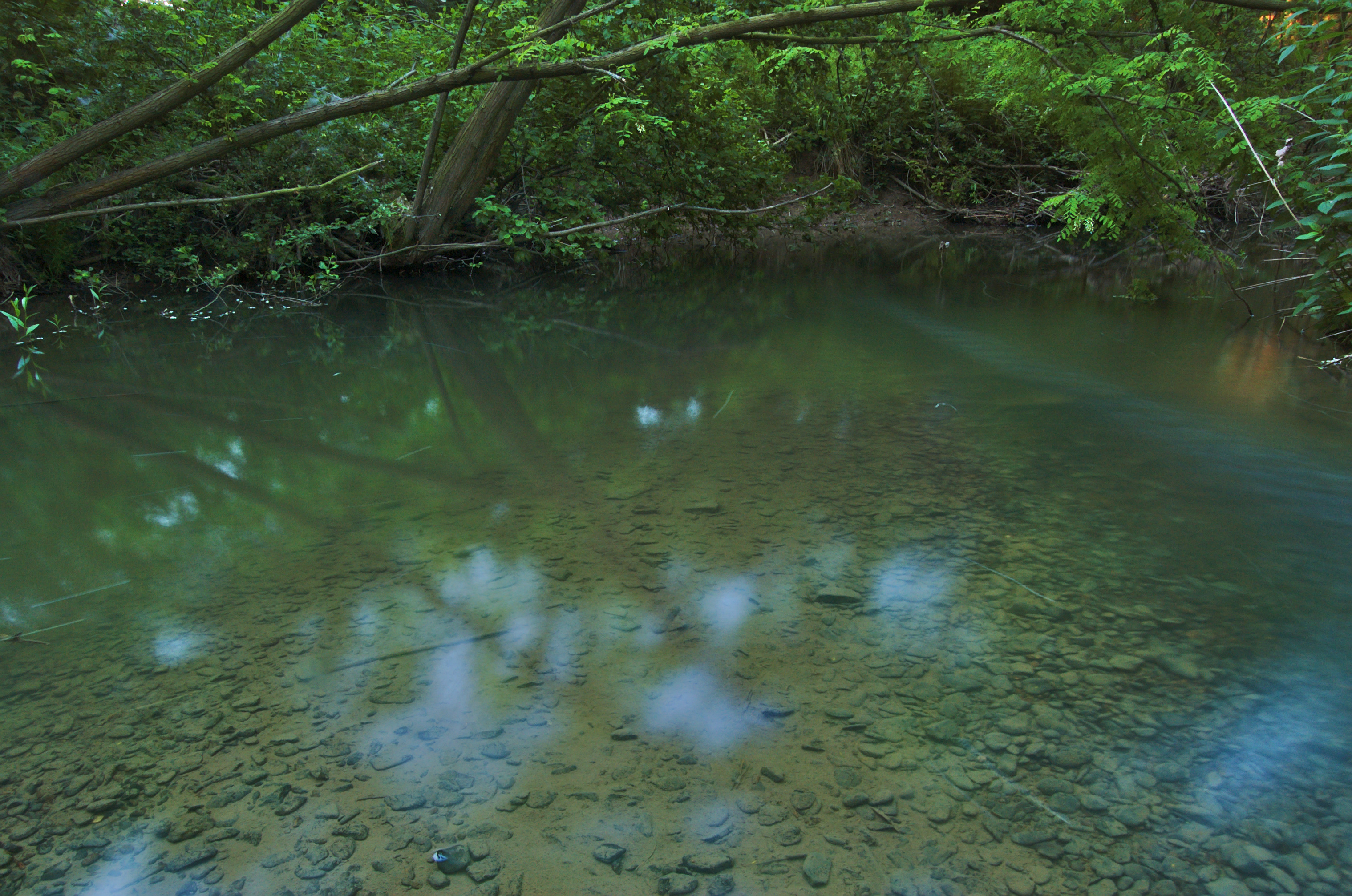
Proud teče vpravo, vlevo tišina
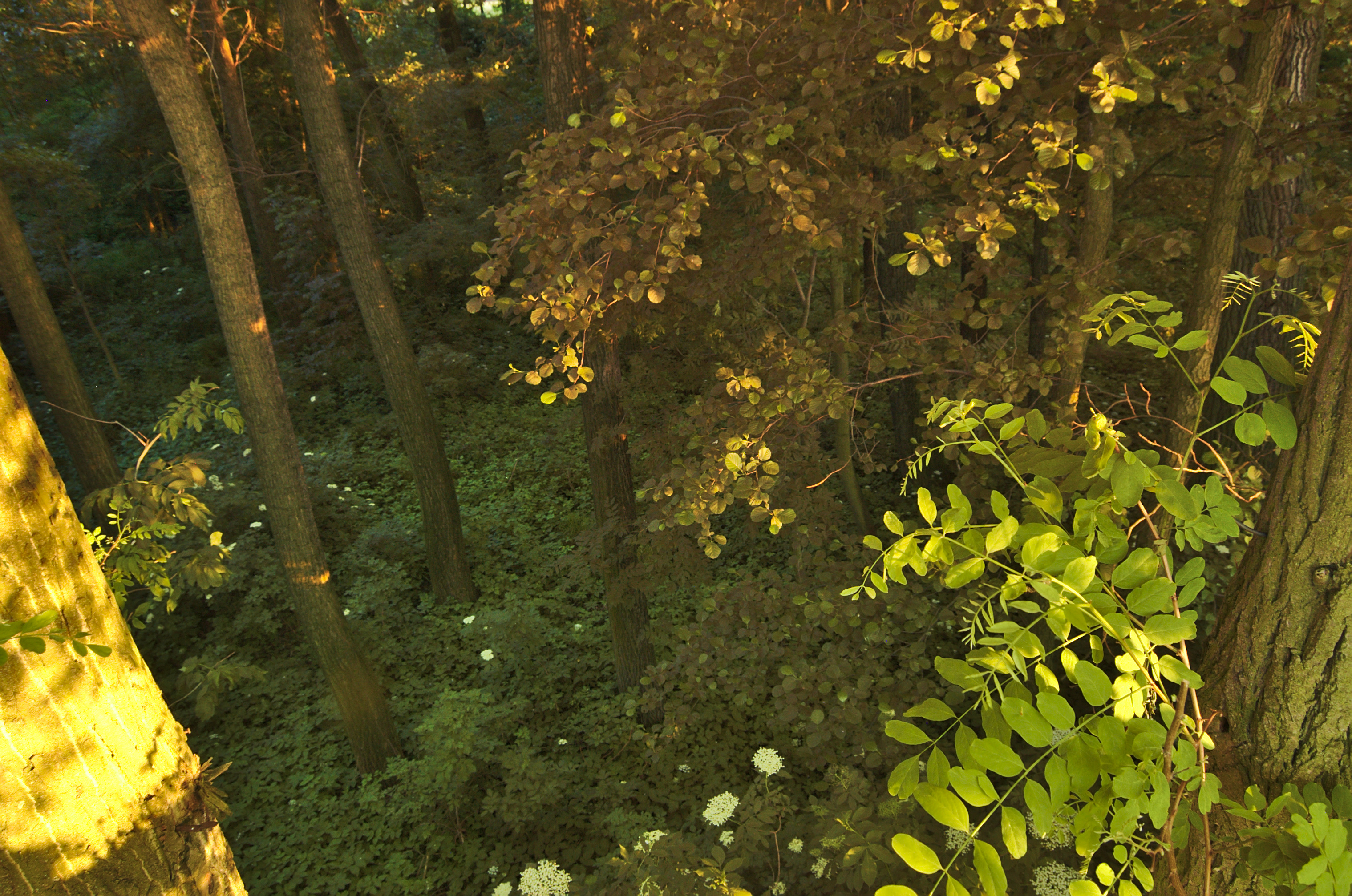
Biokoridor říčky
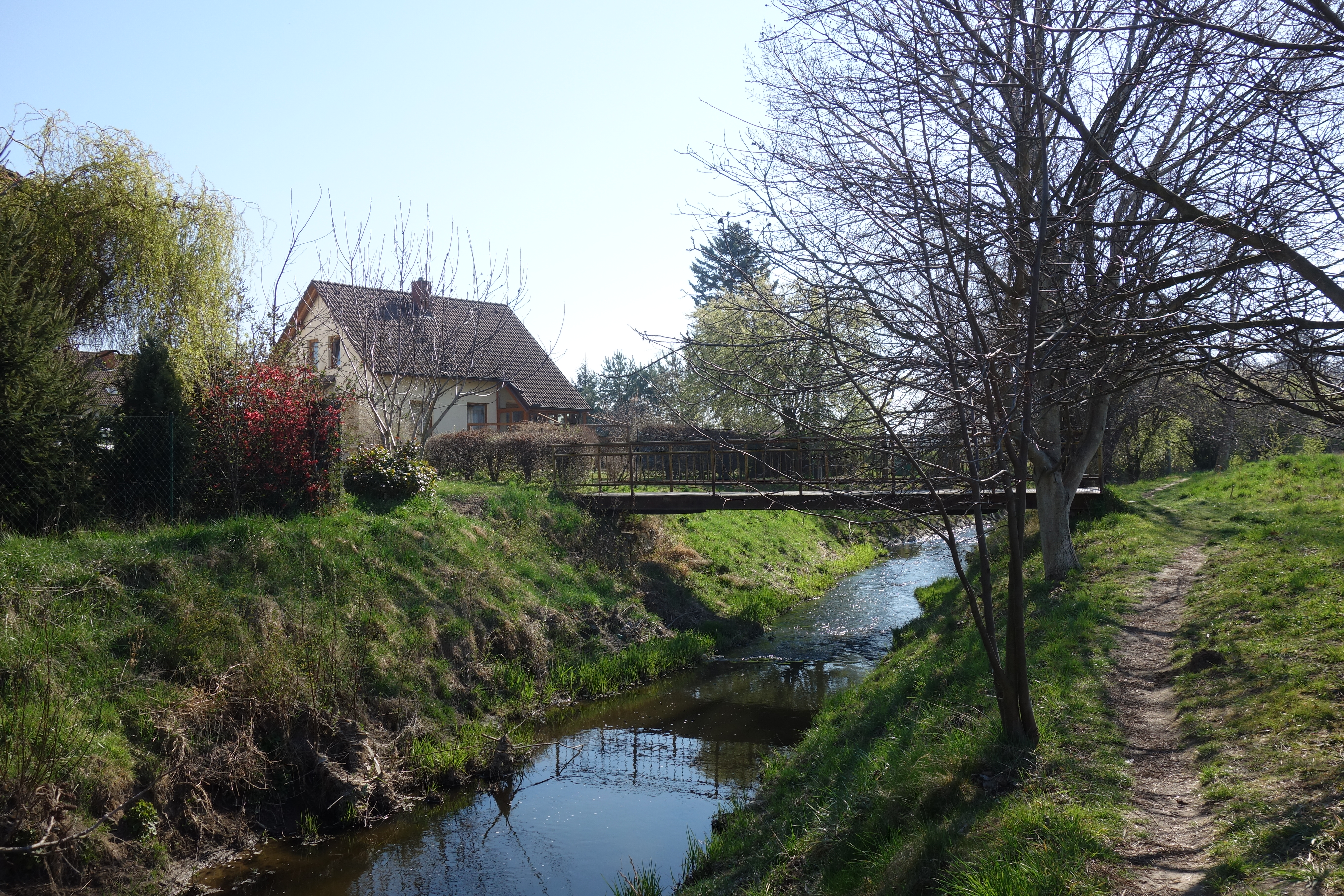
Romže ve Vrahovicích
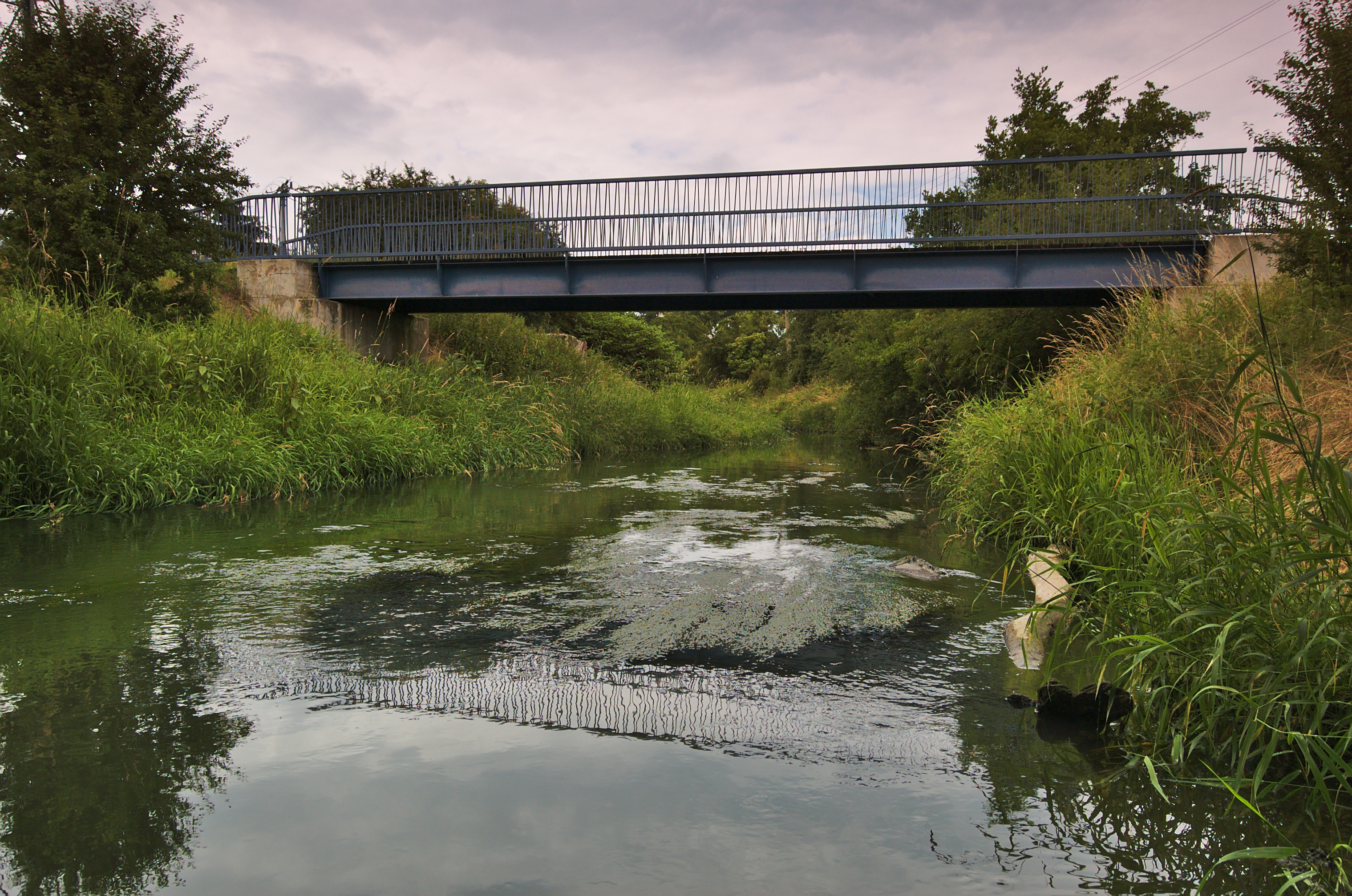
Valová mezi obcemi Bedihošť a Hrubčice
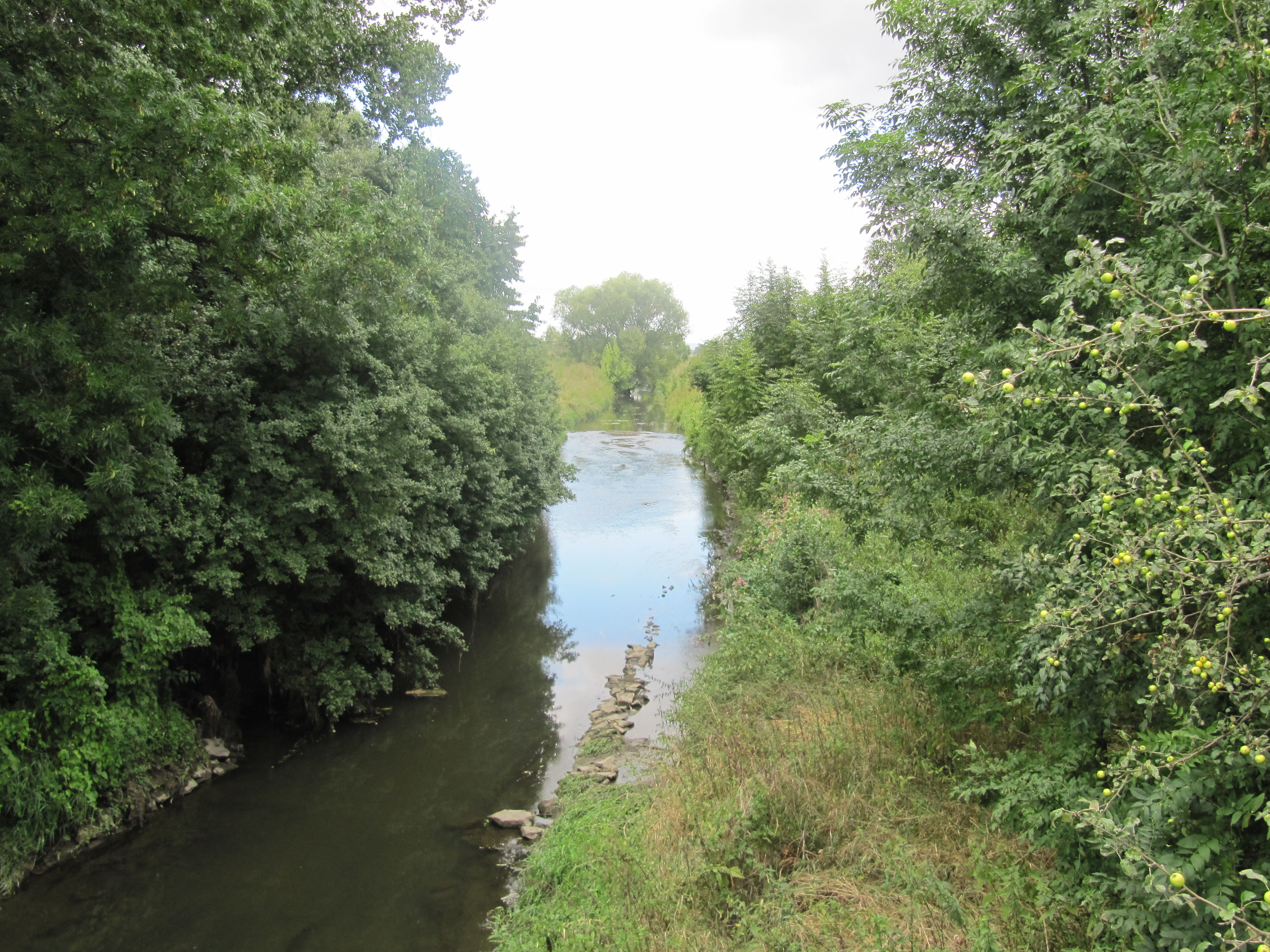
Valová u Ivaně
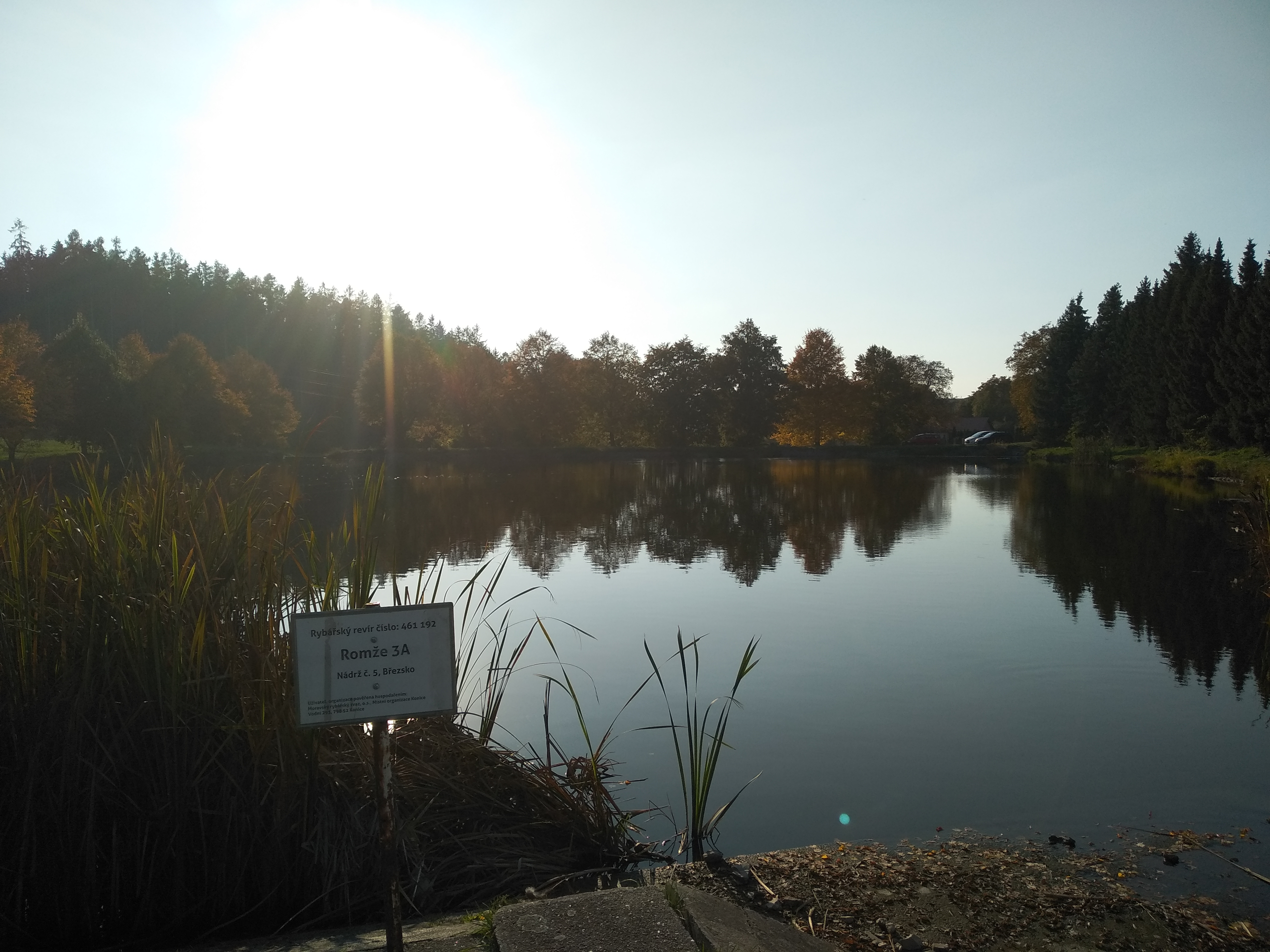
Nádrž v povodí Romže (Březsko)